# Златогрудый мино
Златогрудый мино (лат. Mino anais) — вид певчих птиц семейства скворцовых. Выделяют три подвида. Эндемики Новой Гвинеи.

## Описание
Златогрудый мино достигает длины 22—25 см. Половой диморфизм не выражен. Перья на лбу, макушке, подбородке, горле, мантии, верхней части спины и брюхе чёрные с широкими блестящими маслянисто-зелёными кончиками. Перья по боковым и задней частям шеи образуют матовый оранжево-кремовый воротник. Перья на груди, пояснице и надхвостье удлинены и имеют тёмно-оранжевый цвет с легкими блестящими бликами. Подхвостье кремовое. Крылья тёмно-коричневые с широкими белыми пятнами на первостепенных маховых перьях, образующими хорошо заметную в полёте перемычку на крыле. Хвост короткий и квадратный, чёрного цвета с лёгким зелёным отливом. Радужная оболочка, клюв и лапы жёлтые. Голая кожа позади глаза тёмно-синего цвета.
Златогрудый мино обладает обширным репертуаром позывок, состоящих из резких, носовых, свистящих и скрипучих нот. Песня представляет собой короткий мелодичный свист, слышимый как серия из 5—6 высоких, пронзительных нот, которые поднимаются и опускаются. Фразы не всегда повторяются одинаково. Также издает множество хриплых, жужжащих и писклявых звуковых сигналов тревоги, нисходящее "whaa", нарастающее "whaiiey", а также "queelie".

## Биология
Естественной средой обитания златогрудого мино являются субтропические и тропические влажные низменные леса.
Часто встречается как в лесных массивах, так и на опушках и частично расчищенных участках. Однако на полянах его присутствие обусловлено наличием высоких деревьев. Обитает на высоте до 300 метров над уровнем моря и даже иногда наблюдается на высоте до 570 м. Вне сезона размножения образует небольшие группы, численностью до 25 особей. Часто в стаях объединяется с желтолицым мино. Златогрудый мино питается в верхних ярусах деревьев исключительно фруктами.

### Размножение
Златогрудый мино — моногамный вид, в сезон размножения образует пары, которые сохраняются на всю жизнь птиц. Партнеры проводят большую часть своего времени вместе и регулярно участвуют в ритуале взаимного выпрямления перьев. Даже в период выкармливания птенцов взрослые особи покидают гнездо и возвращаются в него вместе. Сезон размножения очень продолжительный, начинается в конце сезона дождей и продолжается в течение всего сухого сезона (с конца февраля по октябрь). Гнезда располагаются в дуплах мертвых или здоровых деревьев на высоте обычно от 10 до 30 метров над землей.  В кладке обычно два яйца. Птенцы питаются только фруктами, и, как и у всех видов, птенцы которых являются плодоядными, период пребывания в гнезде относительно продолжительный. 

## Подвиды и распространение
Выделяют три подвида:
- Mino anais anais	 (Lesson, 1839) — северо-запад Новой Гвинеи и архипелаг Раджа-Ампат
- Mino anais orientalis (Schlegel, 1871) — север Новой Гвинеи
- Mino anais robertsonii D'Albertis, 1877 — юг Новой Гвинеи